# Africká měnová unie
Africká měnová unie (African Monetary Union - AMU) je navrhovaná ekonomická a měnová unie pro členy Africké unie řízenou Africkou centrální bankou. Unie bude používat novou měnu podle vzoru eura nazvanou "afro" nebo "afriq".
Abujská smlouva (Abuja Treaty) podepsaná 3. 6. 1991 v Nigérii vytvořila Africké hospodářské společenství (African Economic Community - AEC) a navrhla vznik Africké centrální banky do roku 2028. Současný plán je vytvoření měnové unie do roku 2023.

## Regionální měnové unie
V Africe jsou dvě měnové unie, které používají západoafrický a středoafrický CFA frank. Navíc Společný měnový prostor (Common Monetary Area - CMA) integruje několik jihoafrických zemí, které používají jihoafrický rand. Plány Africké unie na další integraci podpoří rozvoj podobných regionálních unií jako mezikrok k úplné měnové unii. Jedna z navrhovaných unií je eco, měna pro členy ECOWAS (Economic Community of West African States) - Hospodářské společenství západoafrických států.